# 寒砂石水库
寒砂石水库是中国陕西省延安市延川县境内的一座水库，位于丰佰胜河上，建于1976年。水库正常库容为800万立方米，集雨面积为70平方千米，海拔为1024米。